# ゴールデンタイム (小説)
『ゴールデンタイム』（GOLDEN TIME）は、竹宮ゆゆこによる日本のライトノベル、およびそれを原作とするメディアミックス作品群である。ライトノベルのイラストは駒都えーじが担当している。電撃文庫（アスキー・メディアワークス→KADOKAWA）より2010年9月から2014年3月まで刊行された。2013年10月時点でシリーズ累計部数は107万部を突破している。
メディアミックス展開としては、2011年に漫画化作品が連載開始された。2013年にはテレビアニメ化され、ドラマCDやゲームもリリースされた。

## 概要
私立福来大学（キャンパスのモデルは法政大学市ヶ谷キャンパス）の新入生である主人公・多田万里と加賀香子を中心とし、その周りの人物も織り成す、大学を舞台としたラブコメディ。万里は、高校の卒業式の少し後に橋から落下した事故の影響で、高校卒業以前の記憶を失っている。また、事故時に万里の肉体から抜け出した、高校卒業以前の記憶を持つ「霊魂としての多田万里」も登場し、作中には彼の視点から書かれている部分がある。
本作についてのメディアミックス展開としては、梅ちゃづけ作画によるコミック版が『月刊コミック電撃大王』にて連載されており、単行本は電撃コミックスより刊行されている。また、日本国外においては、台湾・香港において台湾国際角川書店、中国において広州天聞角川動漫からそれぞれ小説翻訳版が刊行されている。また、2014年春にはゲーム化も行われた。

## あらすじ
東京のとある私立大学の法学部に入学した主人公・多田万里は、高校卒業後に事故にあい、それまでの記憶をすべて無くしてしまった青年。万里は、入学式後の新入生オリエンテーション会場である学部キャンパスへ移動中、道に迷ってしまう。同じく道に迷ってしまった同学部の新入生・柳澤光央と出会い、意気投合する。
そんな2人の前に、スタイルも身につける物も全てがハイレベルな美人・加賀香子が現れる。彼女は光央の幼馴染で、幼い頃に光央と交わした「結婚」の約束の実現を夢見て、様々な形で光央を振り回してきた。そんな自己中心的なストーカーじみた香子から逃れるため、光央は付属高校からのエスカレーター入学を諦め、こっそり外部受験で現在の大学に進学してきたという。しかし香子もまた、光央を追って外部受験で法学部に入学してきたのであった。
万里は、人生の全てが「光央と一緒にいること」だと言う香子に面くらい振り回されながらも、次第に惹かれていく。そして香子もまた、自分の我儘に付きあってくれる万里に想いを寄せるようになり、二人はやがて付き合うようになる。そんな中、入学当初から知り合い、いろいろと親切にしてくれている一学年上の「リンダ先輩」こと林田奈々が、実は高校時代の親しいクラスメイトであり、自分が好きな相手だったことを知る万里…。

## 登場人物
担当声優は、注釈がない場合、テレビアニメ版のものになっている。

### 主要人物
多田 万里（ただ ばんり）
声 - 古川慎
本作の主人公で、東京の私立福来大学法学部法律学科1年生。高校時代は陸上部だった。静岡の実家から大学進学のため上京し、アパートで一人暮らしをしている。1年浪人しているため入学時の年齢は19歳。高校の卒業式の少し後に、近所の橋から落下してそれ以前の記憶を失っている。
入学式直後の香子と光央のやり取りの場に居合わせ、香子のエキセントリックな振る舞いに衝撃を受けるが、その後香子と幾度も行動を共にしていく過程で香子に対して惹かれていき、アプローチし付き合うこととなる。
万里の霊魂
18歳のときに死んでしまったと自称している、万里の幽霊のような存在。高校卒業以前の記憶を保持している。誰にも感知されること無く、自分が抜けてしまった後の万里とその周囲のことを見ている。
高校卒業時に同級生で部活も同じであったリンダに告白するも、はっきりした返事を得られないまま事故に遭い霊魂となった。そのこともあり、リンダが身近にいるにも関わらず香子の方を向いている万里について、快く思っていない。
加賀 香子（かが こうこ）
声 - 堀江由衣
本作のヒロインで、法学部法律学科1年生。容姿もファッションも全てが完璧なお嬢様。小学1年生のときに光央と出会い、その頃に光央と結婚する約束をした。その後自らが計画した「完璧なシナリオ」に基づく結婚を果たすために、光央の行動に過剰に干渉し光央を振り回してきた。光央と同じ大学に入学してからも万里に光央の時間割を尋ねるなど、引き続き執拗に光央を追いかける。しかし、ストーリーが進むにつれて、完璧な外見とは裏腹に中身にはかなりのギャップのあることが次第に明らかになっていく。
万里からのアプローチについて当初は焦点のずれた応対をしていたが、部活（おまけん）も一緒であるなど万里との接点も多いこともあり、ストーリーの進展に伴い距離は縮まり、付き合うこととなった。
香子の行動については香子の両親も問題と感じており、作中において香子の行動により万里らが迷惑を被った際には、影響を受けた本人以上に両親が過敏に反応するシーンも作中で複数回描写されている。
林田 奈々（はやしだ なな）
声 - 茅野愛衣
愛称は「リンダ」。おまけん（日本祭事文化研究会）に所属する大学2年生。とある経緯から万里と香子を助け、おまけんに誘うことになる。
実は万里の高校時代の同級生で、そのころ万里は自分を何くれとなく構ってくれるリンダに好意を持っていた。しかしある時リンダが友人たちに万里のことでからかわれたこともあり、万里のことを「あいつのことなんか好きじゃない」と言ってしまったのを聞かれたことで万里を傷つけてしまったことを気にしている。そのため大学に入ってきた万里が自分を覚えていないことに戸惑い、過去のことを言い出せずにいた。
アニメ版にて卒業式の後に返事を出そうとしていたこと、万里が事故を起こされて記憶を失ったのは自分が遅かったからだと自責の念を感じていることが本人より語られた。
自らの眼前で香子と付き合っている万里については複雑な心境で眺めているものの、万里とのこれまでの経緯や現在では二人ともおまけんの後輩であることもあり、二人の間柄には積極的には関与していない。
柳澤 光央（やなぎさわ みつお）
声 - 石川界人
法学部法律学科1年生。入学式の後、新入生オリエンテーションが行われる学部キャンパスへの道程が分からなくなっていた時に万里と出会った。愛称は「ヤナ」で、万里からは「ヤナっさん」と呼ばれている。
小学生の頃から有名私立大学の付属校に通っていたが、香子から逃れるために現在の大学へ外部進学した。万里の住むアパートから電車で3駅のマンションで一人暮らしをしているが、外部進学の件で親との関係がこじれたために仕送りがなされず、経済的に苦しい生活を強いられている。
大学入学後しばらくして香子の強い影響下から離れることに成功する。千波に好意を抱いているが、仲の良い友達以上の関係には進展していない（千波がそれ以上の意識を光央に対して持っていない）。
映像研究会の飲み会で千波に告白するも振られる。その後アルバイトを通じてリンダに好意を抱くようになる。その後は万里が記憶を取り戻しリンダ以外頼れなくなったため自分から身を引いた。
佐藤 隆哉（さとう たかや）
声 - 比上孝浩
万里の大学での同級生。
実家は町工場で、内装職人の「鬼姉」である舞がいる。高校時代まで舞と同じ部屋にてカーテンで仕切っている環境であったため数々の悪戯を舞から受けトラウマとなっている。経営の苦しい工場に舞が仕送りしているおかげで自分が高校や大学に通えているため文句は言えない立場にあった。この頃から理想の二次元美女VJを脳内が形成させはじめていたが、実は外見を除き舞を彷彿とさせる性格設定になっていることには終始無自覚であった。
万里とともに参加した茶道部の新歓飲み会において「三次元の女性」に絶望し、二次元に生きることを宣言する。以後、自らが理想とする完璧な（空想の）彼女と親交を深めることに嵌っており、万里らからは二次元くんのあだ名で呼ばれている。高校生時代はあだ名的に「さとうたか」と呼ばれていたが、本人はこの呼び方を嫌っている。
外伝『二次元くんスペシャル』は彼を主人公とし、高校時代の後輩・秋や同学年の腐女子・愛可と出会い、二次元と三次元のはざまで苦悩する姿が描かれる。「二次元くんスペシャル」で描かれた事件の後、後輩の秋（後出）に告白して付き合い始める。
岡 千波（おか ちなみ）
声 - 木戸衣吹
映研に所属する万里の同級生。小柄で、声優が少女役で喋る様な幼い声をしている。社交性は高く、千波が幹事を務めた新入生コンパには数十人の新入生が参加した。地元は福岡で数年前に東京に引っ越してきた。夏休みに入り親が転勤で福岡に異動のため晴れて一人暮らしが始まる。
光央からは好意を持たれているが「親しい友達」程度の関係以上にはなっていない。光央が千波に好意を持ったのはストーリー開始後間もない時期であり、その時点では香子は光央を諦めていなかったため、当初香子は千波を毛嫌いしていた（千波は香子に対して特にネガティブな方向の感情は持っていない）。アニメ版では告白してきた時に「バカ?」と一蹴している
ストーリーの進展に伴い、香子の千波に対するネガティブな感情はかなり抑制され、悪口こそ叩くものの一般的な友達付き合いの範疇となってきた。のちに香子と万里の仲を見て光央が好きなことに改めて気づく。万里とリンダが同じ高校だったことを知らないため一時は万里とリンダが光央を裏切ってると誤解してしまうが、後に誤解が解けて万里に謝罪した。
NANA先輩（ナナせんぱい）
声 - 佐藤聡美
大学の先輩の3年女子で元おまけん部員、万里の住むアパートの隣人。万里が入院中に読んだ少女漫画のキャラクターに容姿が似ている。引っ越した当時何度も訪問したものの当人が不在でそのまんま音信不通のままでいたが、香子とエレベーターでばったり遭遇し全く連絡が無かったことに悪態をついたりしていた。とは言え、その実面倒見が好かったりする。実家は埼玉の蕨で兄がいる。

### 大学の人々
さおちゃん
声 - 後藤沙緒里
茶道部の2年生女子部員。サークルの新歓の際に万里や二次元くんと知り合う。他の女子部員とともに茶道部を制圧しており、男子部員を完全に尻に引いている。非常にテンションが高く、男好き。押しの強さが尋常でなく、万里たちからはやや倦厭・敬遠されている。
しーちゃん
声 - 伊藤静
茶道部の2年制女子部員。さおちゃんと非常に仲が良く、登場する時はいつも一緒に登場する。さおちゃんと比べてやや大人しめでおしとやかに見えるが、実質的にはさおちゃんと変わらない押しの強さを持つ。
輿野（こしの）
声 - 近藤孝行
おまけんの会長で、大学3年生。通称・コッシー。リンダと仲がよく、万里は二人が付き合っているのではないかと勘ぐっていた。
星野（ほしの）
声 - 柳田淳一
おまけんの前会長で、大学4年生。通称・ホッシー。現在は就活に専念するためにサークル活動にはあまり顔を出していない。
玲那（れいな）
声 - 櫻井浩美
映研に所属する3年生女子部員。光央や千波の先輩にあたる。学部の準ミスに選ばれるなど容姿端麗で、コネを駆使してテレビ業界などに就職しようともくろみ「玲那会」という合コンを幾度となく開催していた。性格はきつめで、文化祭の上映権をたてに千波に脅しをかけるなどあまりいい先輩ではなかった。またイケメンであった光央にも執心していた時期があった。
愛可（あいか）
声 - 内田真礼（ゲーム版のみ）
二次元くんの大学の同級生。「外伝」に登場。
いわゆる腐女子で、即売会などではそこそこ売れるサークルの主宰者。もともと二次元くんのことは手が綺麗な男の子がいるなと思って見ていたが、講義中にイラストを描いているところを彼に見つかったことで彼と知り合う。
二次元くんのことは、同じ漫画好きということから「戦友」と呼んでいる。漫画にかける情熱はすさまじく、絡みのポーズの資料にするため二次元くんに膝立ちになった自分のシャツを引っ張らせたり、寝転がった二次元くんの腰の部分に跨ってきたりということを平気で行う。
羽野 紫生（はの しお）
万里の大学の友人。「番外」「列伝」に登場。
れっきとした男性であるが、非常に容姿端麗で男女から「美人」と称される。万里が彼の名前を「ししょう」と誤読して以降、ニックネームとして師匠を名乗っている。後に光央らと同じ映研に所属する。

### その他の人物
多田 美恵子（ただ みえこ）
声 - 本田貴子
万里の母。静岡県島田市の万里の実家に住んでいる。気さくな性格で、記憶を失った後の万里に対しても変わらず暖かく接している。
香子の父
声 - 金尾哲夫
アニ
声 - 竹内良太
リンダの兄。面倒見のいい性格で、万里とも非常に仲がよかった。結婚を前提に付き合っていた女性（声 - 中原麻衣）がいたが、彼女の浮気が発覚したために破談となっている。現在は体育教師。
秋（あき）
声 - 斎藤千和（ゲーム版のみ）
二次元くんの高校時代の後輩。「外伝」に登場。
小学校時代から舞とはミニバスケチームの先輩後輩の間柄で、彼女を大変慕っていた。更にこの縁から二次元くんのことも「舞さんの弟さんの隆哉先輩」ということで、「初恋の人」となってしまう。中学の卒業式の日には想いを伝えるために二次元くんを公園に呼び出してプレゼントを渡すもスルーされ、その後彼が大学に入ってしまった現在もまだ想い続けている。一方二次元くんの方は、彼女を「魔性の女」「三次元ちゃん」として距離を置いている。中学時代のあだ名は「タケ」。「竹城」と呼ばれていたのが短縮されてこうなった。
中学卒業時に二次元くんに振られたことからやや荒れ気味になり、一人で夜の街をさ迷い歩いたり、ガラの悪そうな男と付き合ったりしていたが、その結果一人の男に拉致される事件に発展してしまう。危うく乱暴されかねない状況であったが、相手の素性を知っている舞とキングが激怒して救出に向かったことがSNSを通じて周囲に知れ渡ったことでえ町中の不良たちが集結、これにより何ももされずすぐ解放された。その際救出に来た二次元くんのやけくそ気味の「結婚してくれ」との告白を受け、二次元くんと付き合うようになる。
佐藤 舞（さとう まい）
二次元くんの姉で勤続4年目の内装職人。「外伝」に登場。
弟とは正反対の豪放磊落な性格で、子供の頃から何かと内にこもりがちな弟をいろいろ引っ張りまわしていた。しかし当人にとっては過干渉と映り、「乱暴で、すぐ切れて、うるさくて臭くて汚くて恥じらいとか気遣いとか優しさとかは皆無」な「鬼姉」と呼んで恐れている。
中学時代は「鬼舞さん」と不良の悪名を轟かせ、違う中学の不良が弟をカツアゲした次の日に彼女の弟と気が付いて土下座してくるほど周囲に恐れられていた。高校には進学したものの一年で中退し、今の内装職人の仕事に入った。不良時代に恐れられるほどだった腕力や体力は十分仕事に役に立っており、一人でバスタブを抱えてタワーマンションの18階まで階段を駆け上ったとまで言われている。現在は交際6年目の彼氏がおり、お腹に子供がいることが分かる。入籍予定。
トモヤス
声 - 島﨑信長
NANA先輩のバンド仲間。担当はベース。NANA先輩とは古くからの付き合いを称しており、過去の逸話などにも詳しい。万里は彼こそがNANA先輩の兄であると推定しており、本人も否定していない。
タクロー
NANA先輩のバンド仲間。担当はドラムスであり、他バンドのヘルプに行くほどに優秀な腕前。トモヤスは彼が自分たちのバンドの華であると称しており、脱退されることを恐れている。
VJ（ブリジット・ジェオミリア）
声 - 釘宮理恵（ゲーム版のみ）
二次元くんが脳内で生み出した「嫁」。「外伝」に登場。
エメラルドグリーンの瞳にプラチナ色の髪、常に日本刀を携えたセーラー服姿の少女。王族の血を継ぐ軍人で、ドジっ子・ツンデレでもあるらしい。たびたび二次元くんの妄想の中に現れては会話らしきことをしている。なお略称は、綴りの「ブリジット」は「BRIGITTE」であるため本来は誤記なのだが、それを指摘されても二次元くんは開き直っていた。
勧誘員
声 - 種田梨沙
大学で新入生を勧誘していた女性。サークルの歓迎を装っていたが、実は宗教団体の会員。万里・香子・二次元くんたちを怪しい合宿へと誘う。団体は特に大学とは関係のない集団であり、彼女自身も「学外の勧誘員」を名乗っており大学生であるのかも不明。
社長
声 - 大川透
NANA先輩行きつけのバーの経営者。恰幅のいい男性だが、オネエ口調で仮面のようなものを装着している。NANA先輩やリンダをアルバイトとして定期的に雇っており、後に万里や光央もそこでアルバイトをすることになる。

## 用語
福来大学
万里たちが進学した東京都内にある大学。
おまけん
リンダが所属するサークル。正式名称は「日本祭事文化研究会」で、「おまけん」は通称の「おまつり研究会」の略称。今年のテーマは「阿波踊り」で、主にサークル活動としては大学近隣の集会所を借りて阿波踊りの練習に時間を費やしている。作中で万里や香子が入会する。会長は3年の輿野。
映研
正式名称は「映像研究会」。映画の撮影をしており、文化祭では作品発表をしていた。千波が早い時期から入会し、光央も会員の一人となる。
茶道部
万里らが勧誘され、新歓コンパに参加したサークル。女子部員の発言力が非常に強く、また押しの強い勧誘で万里や二次元くんたちを悩ませた。
結晶さま
万里らが勧誘されたカルト宗教で、「ネオチルドレン」と自称する信者たちに崇拝されている神。万里らの大学へは、勧誘員が「他の大学のサークル部員」と自称して勧誘に赴いた。

## 制作背景
電撃文庫から刊行された『わたしたちの田村くん』、『とらドラ!』に続く、竹宮ゆゆこの3シリーズ目のライトノベル作品である。前2シリーズとは異なり第1巻からタイトルにナンバリングがされており、サブタイトルも存在する。第1巻のあとがきにて竹宮は、本作品に登場する「東京」や「静岡」といった地名はすべて架空のものであると記している。
本作小説版の編集担当者に対するインタビュー記事では、本作の狙いについて「（著者の前作である）『とらドラ！』完結後、著者の良さは残しながらもどう差別化していくかが大きなテーマであった。その答えの一つのあり方として、これまでの電撃文庫の作品ではあまり舞台としてこなかった大学を作品の舞台に設定してみた。」との趣旨で本作の狙いが述べられている。同時に本作について「（大学を舞台とした恋愛模様を）大人の読者が懐かしむのも、大学生が共感するのも、中高生が近い未来に思いを馳せるのもよし、との作品です」とも評している。また、小説第4巻刊行を機に本作を取り上げたニュースサイト記事では「最大のライバルは自分自身。『ゴールデンタイム』で描かれているのは究極の自分自身との精神的な戦いであるのかもしれない。」との趣旨で本作を評している。

## 既刊一覧

### 小説
日本国内においては電撃文庫より刊行。日本国外においては台湾・香港にて台湾国際角川書店、中国において広州天聞角川動漫にて翻訳版が刊行されている。
- 竹宮ゆゆこ（著）・駒都えーじ（イラスト）、アスキー・メディアワークス→KADOKAWA〈電撃文庫〉、全11巻
  - 『ゴールデンタイム1 春にしてブラックアウト』2010年9月10日初版発行（同日発売[13]）、ISBN 978-4-04-868878-9
  - 『ゴールデンタイム2 答えはYES』2011年3月10日初版発行（同日発売[14]）、ISBN 978-4-04-870381-9
  - 『ゴールデンタイム3 仮面舞踏会』2011年8月10日初版発行（同日発売[15]）、ISBN 978-4-04-870735-0
  - 『ゴールデンタイム4 裏腹なるdon't look back』2012年3月10日初版発行（同日発売[16]）、ISBN 978-4-04-886546-3
  - 『ゴールデンタイム外伝 二次元くんスペシャル』2012年6月10日初版発行（同日発売[17]）、ISBN 978-4-04-886631-6
  - 『ゴールデンタイム5 ONRYOの夏　日本の夏』2012年9月10日初版発行（同日発売[18]）、ISBN 978-4-04-886897-6
  - 『ゴールデンタイム番外 百年後の夏もあたしたちは笑ってる』2013年1月10日初版発行（同日発売[19]）、ISBN 978-4-04-891324-9
  - 『ゴールデンタイム6 この世のほかの思い出に』2013年4月10日初版発行（同日発売[20]）、ISBN 978-4-04-891557-1
  - 『ゴールデンタイム列伝 AFRICA』2013年8月10日初版発行（同日発売[21]）、ISBN 978-4-04-891858-9
  - 『ゴールデンタイム7 I'll be back』2013年10月10日初版発行（同日発売[22]）、ISBN 978-4-04-866059-4
  - 『ゴールデンタイム8 冬の旅』2014年3月8日初版発行（同日発売[23]）、ISBN 978-4-04-866414-1

### 雑誌掲載
二次元くんの視点で記述された短編群である。これらは『ゴールデンタイム外伝:二次元くんスペシャル』に収録された。
- ゴールデンタイム 二次元くんスペシャル（電撃文庫MAGAZINE #16、2010年11月号、アスキー・メディアワークス）
- ゴールデンタイム 二次元から愛2011（電撃文庫MAGAZINE #19、2011年5月号、アスキー・メディアワークス）
- ゴールデンタイム 二次元事変（前）（電撃文庫MAGAZINE #21、2011年9月号、アスキー・メディアワークス）
- ゴールデンタイム 二次元事変（後）（電撃文庫MAGAZINE #22、2011年11月号、アスキー・メディアワークス）

### 漫画
第1巻は同じく竹宮原作の『とらドラ!』単行本第5巻と同時発売（2012年3月27日付）であったことから、同日発売の月刊コミック電撃大王2012年5月号の表紙は両作品のヒロインのコラボレーションイラストとされた。
- 竹宮ゆゆこ（原作）・駒都えーじ（キャラクター原案）・梅ちゃづけ（作画） 『ゴールデンタイム』 アスキー・メディアワークス→KADOKAWA〈電撃コミックス〉、全9巻
  1. 2012年3月27日初版発行（同日発売[25]）、ISBN 978-4-04-886494-7
  2. 2012年9月27日初版発行（同日発売[26]）、ISBN 978-4-04-891022-4
  3. 2013年3月27日初版発行（同日発売[27]）、ISBN 978-4-04-891456-7
  4. 2013年7月27日初版発行（同日発売[28]）、ISBN 978-4-04-891767-4
  5. 2014年1月27日初版発行（同日発売[29]）、ISBN 978-4-04-866236-9
  6. 2014年6月27日初版発行（同日発売[30]）、ISBN 978-4-04-866704-3
  7. 2014年12月20日初版発行（同日発売[31]）、ISBN 978-4-04-869130-7
  8. 2015年7月27日初版発行（同日発売[32]）、ISBN 978-4-04-865218-6
  9. 2016年9月27日初版発行（同日発売[33]）、ISBN 978-4-04-892372-9
- 『公式コミックアンソロジー ゴールデンタイム』 KADOKAWA〈電撃コミックスEX〉、2014年1月27日発売[34]、ISBN 978-4-04-866296-3

## テレビアニメ
2013年3月に開催されたステージイベント「電撃文庫創刊20周年 大感謝プロジェクト」にてテレビアニメ化が発表され、同年10月から2014年3月まで放送された。スタッフの構成は異なるが、制作会社と音楽制作は『とらドラ!』と同じ組み合わせである。

### スタッフ
- 原作 - 竹宮ゆゆこ（電撃文庫/株式会社KADOKAWA アスキー・メディアワークス刊）[36]
- 原作イラスト - 駒都えーじ[36]
- 監督 - 今千秋[10]
- シリーズ構成・脚本 - 志茂文彦[10]
- キャラクターデザイン - 長谷川眞也[10]
- プロップデザイン - 小森篤[37]
- 美術監督 - 伊藤弘[10]
- 色彩設計 - 村永麻耶[37]
- 撮影監督 - 黒澤豊[37]
- 編集 - 西山茂[37]
- 音響監督 - 明田川仁[36]
- 音響制作 - マジックカプセル[36]
- 音楽 - 橋本由香利[10]
- 音楽制作 - スターチャイルドレコード[36]
- チーフプロデューサー - 中西豪[37]、大澤信博[37]
- プロデューサー - 須藤孝太郎[37]、湯浅隆明[37]、川上竜太郎[37]
- アニメーション制作プロデューサー - 藤代敦士[37]
- プロデュース - GENCO[10]
- アニメーション制作 - J.C.STAFF[10]
- 製作 - おまけん[10]

### 主題歌
オープニングテーマ
「Golden Time」（第1話 - 第12話）
作詞 - 吉田詩織 / 作曲・編曲 - Kohei by SIMONSAYZ / 歌 - 堀江由衣
第24話ではエンディングテーマとして使用。
「The♡World's♡End」（第13話 - 第24話）
作詞・作曲・編曲 - 清竜人 / 歌 - 堀江由衣

エンディングテーマ
「Sweet&Sweet CHERRY」（第1話 - 第12話）
作詞 - YUKAKO / 作曲・編曲 - Kohei by SIMONSAYZ / 歌 - 堀江由衣
「半永久的に愛してよ♡」（第13話 - 第23話）
作詞・作曲・編曲 - 清竜人 / 歌 - 堀江由衣

挿入歌
「地獄の豚バラ炒め 〜the seven deadly sins〜」（第4話・第23話）
作詞・作曲・編曲 - エンドウ.（GEEKS） / 歌 - NANA先輩（佐藤聡美）

### 評価
ライトノベル評論本『ライトノベル・フロントライン 2』には、アニメ版では加賀香子のキャラクター造形に特に力を入れられており、オープニングテーマおよびエンディングテーマについても香子の視点で作られている点が魅力的である一方で、多田万里の記憶喪失設定が視聴者には飲み込みにくかったようだと記されている。

### 各話リスト
各話のサブタイトルはOP前に表示される。
| 話数   | サブタイトル                 | 絵コンテ             | 演出            | 作画監督                                                                           | 総作画監督                              |
| ------ | ---------------------------- | -------------------- | --------------- | ---------------------------------------------------------------------------------- | --------------------------------------- |
| 第1話  | スプリングタイム             | 福島利規             | 梶井瀬賀        | 冨永詠二、都築裕佳子                                                               | 長谷川眞也                              |
| 第2話  | ロンリーガール               | 田所修               | 北川正人        | 藤井昌宏、谷川亮介                                                                 | 藤井昌宏                                |
| 第3話  | ナイトエスケープ             | 湖山禎崇             | 新田義方        | 中島美子、石田啓一 川島明子、高原修一                                              | 小森篤 伊東葉子                         |
| 第4話  | ブラックアウト               | 篁蒼氓               | 則座誠          | 中山由美                                                                           | 長谷川眞也 小森篤                       |
| 第5話  | ボディ・アンド・ソウル       | 山崎隆               | 又野弘道        | 梶浦伸一郎、河野眞也 大石美絵、よしおかたけお                                      | 藤井昌宏                                |
| 第6話  | イエス・ノー                 | 福田道生             | 松川朋弘 今千秋 | 都築裕佳子、伊東葉子 冨永詠二                                                      | 小森篤                                  |
| 第7話  | マスカレード                 | 中野英明             | 中野英明        | 渡辺ゆき、櫻井司 谷川亮介                                                          | 長谷川眞也                              |
| 第8話  | リセット                     | 梶井瀬賀             | 梶井瀬賀        | 藤井昌宏、松岡謙司 冨永詠二                                                        | 藤井昌宏                                |
| 第9話  | ウィズ・ユー・アゲイン       | 篁蒼氓               | 本間修          | 大石美絵、片岡康治 中島美子、鎌田均 川島明子                                       | 小森篤 長谷川眞也                       |
| 第10話 | イン・ザ・ミラー             | 湖山禎崇             | 湖山禎崇        | 中山由美                                                                           | 都築裕佳子                              |
| 第11話 | トラブルパーティ             | 又野弘道             | 又野弘道        | 梶浦紳一郎、ひのたふみか 大石美絵、よしおかたけお 河野眞也                         | 小森篤 長谷川眞也                       |
| 第12話 | ドント・ルックバック         | 福島利規             | 福島利規        | 藤井昌宏、郷津春奈 小川浩司、櫻井司                                                | 藤井昌宏                                |
| 第13話 | サマー・ハズ・カム           | 山崎隆               | 則座誠          | 冨永詠二、谷川亮介 松岡謙司                                                        | 都築裕佳子                              |
| 第14話 | レイディズトーク             | 岡村正弘             | 本間修          | 大石美絵、片岡康治 中島美子、川島明子                                              | 小森篤                                  |
| 第15話 | アクシデントビーチ           | 佐藤雅子             | 佐藤雅子        | 小川浩司、小川エリ 櫻井司                                                          | 藤井昌宏                                |
| 第16話 | ウェイクアップコール         | 篁蒼氓               | 梶井瀬賀        | 中山由美                                                                           | 長谷川眞也                              |
| 第17話 | リターン・トゥ・イエスタディ | 又野弘道             | 又野弘道        | 河野眞也、室山洋子 日野貴之、川島明子 吉岡タケヲ、張益                             | 都築裕佳子                              |
| 第18話 | マイ・ホームタウン           | 山崎隆               | 山崎隆          | 冨永詠二、小川浩司 中山由美、谷口繁則 松岡謙治、梶井瀬賀                           | 小森篤 長谷川眞也                       |
| 第19話 | ナイト・イン・パリ           | 湖山禎崇             | 湖山禎崇        | 寺井佳史、櫻井司 郷津春奈                                                          | 藤井昌宏                                |
| 第20話 | ヒズ・キャズム               | 則座誠 山崎隆 今千秋 | 則座誠          | 大石美絵、中島美子 片岡康治、川島明子 岡昭彦                                       | 長谷川眞也 藤井昌宏                     |
| 第21話 | アイル・ビー・バック         | 福田道生             | 梶井瀬賀        | 中山由美、松岡謙治 谷川亮介                                                        | 小森篤                                  |
| 第22話 | パラダイスロスト             | 今千秋               | 松川朋弘 今千秋 | 小林典昭、香田智樹 小川浩司、河野眞也 片岡康治、川島明子 中島美子、張益 吉岡タケヲ | 都築裕佳子 長谷川眞也                   |
| 第23話 | ラストスマイル               | 湖山禎崇 山崎隆      | 湖山禎崇        | 藤井昌宏、櫻井司 郷津春奈、谷口繁則 寺井佳史、河野眞也                             | 藤井昌宏                                |
| 第24話 | ゴールデンタイム             | 今千秋               | 今千秋          | 香田智樹、小川浩司 松岡謙治、小林典昭 谷川亮介、中山由美                           | 長谷川眞也、藤井昌宏 小森篤、都築裕佳子 |

### 放送局
| 放送地域   | 放送局             | 放送期間                       | 放送日時           | 放送系列                                | 備考                                |
| ---------- | ------------------ | ------------------------------ | ------------------ | --------------------------------------- | ----------------------------------- |
| 近畿広域圏 | 毎日放送           | 2013年10月3日 - 2014年3月27日  | 木曜 26:35 - 27:05 | TBS系列                                 |                                     |
| 韓国全域   | ANIPLUS            | 2013年10月4日 - 2014年3月28日  | 金曜 22:30 - 23:00 | CS放送 IP放送 ケーブルテレビ ネット配信 | 15歳以上視聴可で放送 韓国語字幕あり |
| 東京都     | TOKYO MX           | 2013年10月5日 - 2014年3月29日  | 土曜 25:00 - 25:30 | 独立局                                  |                                     |
| 埼玉県     | テレ玉             | 2013年10月6日 - 2014年3月30日  | 日曜 23:30 - 24:00 | 独立局                                  |                                     |
| 千葉県     | チバテレビ         | 2013年10月6日 - 2014年3月30日  | 日曜 23:30 - 24:00 | 独立局                                  |                                     |
| 神奈川県   | tvk                | 2013年10月6日 - 2014年3月30日  | 日曜 23:30 - 24:00 | 独立局                                  |                                     |
| 愛知県     | テレビ愛知         | 2013年10月7日 - 2014年3月31日  | 月曜 26:05 - 26:35 | テレビ東京系列                          |                                     |
| 日本全域   | ニコニコ生放送     | 2013年10月8日 - 2014年4月1日   | 火曜 22:00 - 22:30 | ネット配信                              |                                     |
| 日本全域   | ニコニコチャンネル | 2013年10月8日 - 2014年4月1日   | 火曜 22:30 更新    | ネット配信                              |                                     |
| 日本全域   | dアニメストア      | 2013年10月9日 - 2014年4月2日   | 水曜 12:00 更新    | ネット配信                              | 見放題サービス利用者は全話見放題    |
| 日本全域   | BS11               | 2013年10月11日 - 2014年4月4日  | 金曜 23:00 - 23:30 | BS放送                                  | ANIME+枠                            |
| 日本全域   | AT-X               | 2013年10月11日 - 2014年4月4日  | 金曜 23:00 - 23:30 | CS放送                                  | リピート放送あり                    |
| 日本全域   | バンダイチャンネル | 2013年10月22日 - 2014年4月15日 | 火曜 12:00 更新    | ネット配信                              |                                     |

### BD / DVD
| 巻 | 発売日         | 収録話          | 規格品番   | 規格品番 | 規格品番   |
| 巻 | 発売日         | 収録話          | BD限定版   | BD通常版 | DVD限定版  |
| -- | -------------- | --------------- | ---------- | -------- | ---------- |
| 1  | 2013年12月25日 | 第1話 - 第3話   | KIXA-90382 | KIXA-382 | KIBA-92085 |
| 2  | 2014年1月22日  | 第4話 - 第6話   | KIXA-90383 | KIXA-383 | KIBA-92086 |
| 3  | 2014年2月26日  | 第7話 - 第9話   | KIXA-90384 | KIXA-384 | KIBA-92087 |
| 4  | 2014年3月26日  | 第10話 - 第12話 | KIXA-90385 | KIXA-385 | KIBA-92088 |
| 5  | 2014年4月23日  | 第13話 - 第15話 | KIXA-90386 | KIXA-386 | KIBA-92089 |
| 6  | 2014年5月21日  | 第16話 - 第18話 | KIXA-90387 | KIXA-387 | KIBA-92090 |
| 7  | 2014年6月25日  | 第19話 - 第21話 | KIXA-90388 | KIXA-388 | KIBA-92091 |
| 8  | 2014年7月23日  | 第22話 - 第24話 | KIXA-90389 | KIXA-389 | KIBA-92092 |

### ドラマCD
2013年10月10日発売。番外編「百年後の夏もあたしたちは笑ってる」収録の短編をベースとしたストーリー。キャストはテレビアニメと同一。

### Webラジオ
『慎・界人のふぁうふぁうタイム』のタイトルで、2013年10月4日から2014年3月21日までアニメイトTVにて配信されていた。隔週金曜更新。出演は古川慎（多田万里役）と石川界人（柳澤光央役）の両名。

## ゲーム
ゴールデンタイム Vivid Memories
PlayStation Vita用ソフトとして、角川ゲームスとエクサムより2014年3月27日発売。小説著者の竹宮が監修を行い、またゲーム制作スタッフについても、竹宮作品で既にゲーム化された『とらドラ・ポータブル!』のシナリオライターが手がける旨が明らかにされている。
スマートフォン向けアプリとして移植されており、2014年6月11日にAndroid版が、6月30日にiOS版がそれぞれ発売された。一部の仕様はPS Vita版と異なっている。
嫁コレ
ボイス付きのカードコレクションゲームで、加賀香子、林田奈々、岡千波が配信されていた。
電撃文庫 FIGHTING CLIMAX
電撃文庫キャラが登場する対戦格闘ゲームであり、加賀香子がサポートキャラクターとして登場する。